# Georg Widenbauer
Georg Widenbauer (* 14. September 1875 in Kastl; † 1. Dezember 1960 ebenda) war ein deutscher Lehrer und Heimatforscher.

## Leben
Widenbauer studierte an der Universität München Germanistik. Während des Studiums wurde er 1896 Mitglied des Corps Ratisbonia.
Nach dem Studium war er Lehrer an Oberrealschulen in Bayreuth, Regensburg und zuletzt als Oberstudienrat in München.
Politisch in der Deutschnationalen Volkspartei Bayern engagiert, weigerte er sich, der NSDAP beizutreten und wurde deshalb 1935 zwangsweise pensioniert.
Danach betätigte er sich nur noch schriftstellerisch.
Zum 80. Geburtstag 1955 wurde er Ehrenbürger von Kastl.

## Werke
- Wegweiser in die Mittelschulen. Oldenbourg, München 1913.
- Heimatkunde von Bayreuth. Oldenbourg, München 1913.
- Julius von Blaul und seine Verdienste um das realistische Schulwesen in Bayern. München und Berlin [1931].
- Geschichte des Verbandes Bayerischer Philologen. Oldenbourg, München 1936.
- Geographie für höhere Lehranstalten. Teil 4: Die außereuropäischen Erdteile. 44. Aufl., Oldenbourg, München und Berlin 1938.
- Der tragische Untergang der Markgrafen von Hohenburg auf Sizilien 1256/1257. Lassleben, Kallmünz 1956.